# Geophaginae
Geophaginae — це підродина цихлід з Південної Америки.

## Роди
- Acarichthys, нитко-плавцева акара
- Apistogramma
- Apistogrammoides
- Biotodoma
- Biotoecus
- Crenicara
- Dicrossus
- Geophagus
- Gymnogeophagus
- Mazarunia
- Mikrogeophagus
- Satanoperca
- Taeniacara